# 台灣登高賽列表
本項列表指的是台灣歷年來舉辦過的登高比賽，依照歷年舉辦的先後順序，包括：
- 新光摩天大樓登高大賽

- 首度舉辦：1994年10月16日
- 最近一次舉辦：2023年2月25日，第40屆。
- 台灣首創的大樓登高比賽，也是台灣登高賽歷史最久的比賽。

- 85金典超越巔峰國際登高賽

- 僅在2003年3月22日配合高雄市體育季活動進行。
- 在台北101舉辦登高賽之前，曾經是世界最高樓的大樓登高比賽。

- 台北101垂直馬拉松

- 首度舉辦：2005年11月20日
- 最近一次舉辦：2024年5月4日，第17屆。
- 台灣最高大樓的登高比賽。

- 府城登高公益賽

- 首度舉辦：2015年5月31日
- 最近一次舉辦：2019年5月26日，第5屆。
- 台南市最高地標大樓公益登高比賽，由遠東集團及香格里拉台南遠東國際大飯店共同舉辦，賽事活動收入扣除成本後全數撥捐台南家扶中心。